# Euproctis aurata
Euproctis aurata är en fjärilsart som beskrevs av Alfred Ernest Wileman 1911. Euproctis aurata ingår i släktet Euproctis och familjen tofsspinnare. Inga underarter finns listade i Catalogue of Life.